# Selección de fútbol sub-23 de Chile
La selección de fútbol sub-23 de Chile, también llamada selección olímpica de fútbol de Chile, es el equipo formado por jugadores de nacionalidad chilena de hasta 23 años de edad que representan a la Federación de Fútbol de Chile. Además, es la encargada de defender a Chile en los torneos de fútbol de los Juegos Olímpicos en caso de obtener la clasificación, derecho que se ha obtenido en el Torneo Preolímpico Sudamericano Sub-23 (1960-2004) y en el Campeonato Sudamericano Sub-20 (desde 2008).
Los principales logros de la selección chilena sub-23 han sido alcanzar la clasificación para los Juegos Olímpicos de Sídney 2000 y el segundo lugar del Torneo Esperanzas de Toulon de 2008.
Hasta el Torneo Preolímpico Sudamericano de 1987 no se exigía el límite de 23 años, solo era necesario no haber jugado en la Selección adulta.

## Trayectoria en JJ.OO.

### Ámsterdam 1928
| E  | Fecha              | Ciudad             | Rival    | Resultado | Goles chilenos                          |
| -- | ------------------ | ------------------ | -------- | --------- | --------------------------------------- |
| RP | 27 de mayo de 1928 | Ámsterdam, Holanda | Portugal | 2:4       | Guillermo Saavedra, Alejandro Carbonell |

### Helsinki 1952
| E  | Fecha               | Ciudad           | Rival  | Resultado | Goles chilenos                  |
| -- | ------------------- | ---------------- | ------ | --------- | ------------------------------- |
| RP | 16 de julio de 1952 | Kotka, Finlandia | Egipto | 4:5       | Irenio Jara (2), Julio Vial (2) |

### Los Ángeles 1984
| E  | Fecha               | Ciudad             | Rival   | Resultado | Goles chilenos  |
| -- | ------------------- | ------------------ | ------- | --------- | --------------- |
| 1F | 29 de julio de 1984 | Boston, EUA        | Noruega | 0:0       | -               |
| 1F | 31 de julio de 1984 | Annapolis, EUA     | Qatar   | 1:0       | Jaime Baeza     |
| 1F | 2 de agosto de 1984 | Annapolis, EUA     | Francia | 1:1       | Fernando Santis |
| CF | 5 de agosto de 1984 | San Francisco, EUA | Italia  | 0:1       | -               |

Director Técnico: 
 Pedro Morales Torres - 
 Isaac Carrasco
| N.º | Pos. | Nombre                 | Nacimiento | Club año 1984        | P.J. | min. |
| --- | ---- | ---------------------- | ---------- | -------------------- | ---- | ---- |
| 1   | ARQ  | Eduardo Fournier       | 02.01.1956 | Cobreloa             | 4    | 390  |
| 2   | DEF  | Daniel Ahumada         | 02.02.1960 | Unión La Calera      | 4    | 390  |
| 3   | DEF  | Luis Mosquera          | 03.10.1959 | Universidad de Chile | 4    | 390  |
| 4   | DEF  | Álex Martínez          | 26.10.1959 | Universidad Católica | 4    | 390  |
| 5   | DEF  | Leonel Contreras       | 30.08.1961 | Everton              | 4    | 390  |
| 6   | DEF  | Alejandro Hisis        | 16.02.1962 | Colo-Colo            | 4    | 365  |
| 7   | MED  | Alfredo Núñez          | 16.02.1960 | Palestino            | 2    | 141  |
| 8   | DEL  | Jaime Vera             | 25.03.1963 | Colo-Colo            | 2    | 112  |
| 9   | DEL  | Fernando Santis        | 10.01.1958 | Magallanes           | 4    | 300  |
| 10  | MED  | Sergio Marchant        | 17.09.1961 | Fernández Vial       | 4    | 231  |
| 11  | MED  | Juvenal Olmos          | 05.10.1962 | Universidad Católica | 4    | 315  |
| 12  | ARQ  | Patricio Toledo        | 14.07.1962 | Universidad Católica | -    | -    |
| 13  | DEL  | Luis Pérez             | 17.04.1965 | Magallanes           | -    | -    |
| 14  | MED  | Sergio Pacheco         | 30.07.1959 | Deportes Naval       | -    | -    |
| 15  | DEL  | Carlos Ramos           | 29.04.1958 | Universidad de Chile | 4    | 278  |
| 16  | DEL  | Jaime Baeza            | 28.02.1962 | Everton              | 4    | 369  |
| 17  | MED  | Marco Antonio Figueroa | 21.02.1962 | Unión La Calera      | 4    | 229  |

### Sídney 2000
En enero del año 2000, se disputó el Torneo Preolímpico Sudamericano Sub-23 de 2000 en la ciudad brasileña de Londrina para elegir las dos selecciones representantes de Sudamérica en los Juegos Olímpicos de Sídney 2000. Argentina, Brasil, Chile y Uruguay llegaron al cuadrangular final de Londrina. La selección chilena, la Roja, derrotó a los uruguayos por 4-1 y luego perdió por 3-1 ante Brasil, por lo que debía definir ante Argentina. Todo estaba igual en puntaje y goles entre ambos equipos por lo que el que anotara, clasificaba a Sídney. En el minuto 86, Reinaldo Navia marcó el único gol del partido y dio los boletos al continente australiano para el equipo nacional. Las reglas del torneo permitieron a los seleccionados olímpicos reforzarse con tres jugadores "adultos", por lo que Chile incluyó a Nelson Tapia, Pedro Reyes e Iván Zamorano en tal equipo.
Ya en los juegos, el 14 de septiembre de 2000, Chile se enfrentó a la selección de Marruecos, derrotándola por 4:1 con tres goles de Zamorano y uno de Navia. Tres días después, en la misma subsede de Melbourne, los goles de Olarra y Navia (2) marcaron el 3:1 final con el que fue vencida la selección de España. En Adelaida, Corea del Sur derrotó a la selección sudamericana por 1:0, a pesar de lo cual Chile clasificó como líder del grupo B.
El día 23, en cuartos de final, Chile se enfrentó a Nigeria. Contreras, Zamorano, Navia y Tello marcaron, consiguiendo el 4:1 con el que se imponían ante el cuadro africano. Tres días más tarde, Melbourne recibió nuevamente a la selección chilena en semifinales ante la Camerún. Sin embargo, la selección fue derrotada por 2:1 (goles de M'boma y Etame, autogol de Wome).
Finalmente, el 29 de septiembre, Chile alcanzó la medalla de bronce, al vencer a la selección de Estados Unidos por 2:0, con goles de Iván Zamorano.
| E  | Fecha                    | Ciudad               | Rival         | Resultado | Goles chilenos                    |
| -- | ------------------------ | -------------------- | ------------- | --------- | --------------------------------- |
| 1F | 14 de septiembre de 2000 | Melbourne, Australia | Marruecos     | 4:1       | Zamorano (3), Navia               |
| 1F | 17 de septiembre de 2000 | Melbourne, Australia | España        | 3:1       | Olarra, Navia (2)                 |
| 1F | 20 de septiembre de 2000 | Adelaida, Australia  | Corea del Sur | 0:1       | -                                 |
| CF | 23 de septiembre de 2000 | Melbourne, Australia | Nigeria       | 4:1       | Contreras, Zamorano, Navia, Tello |
| SF | 26 de septiembre de 2000 | Melbourne, Australia | Camerún       | 1:2       | Abanda (en contra)                |
| TL | 29 de septiembre de 2000 | Sídney, Australia    | EUA           | 2:0       | Zamorano (2)                      |

Director Técnico:   Nelson Acosta
| N.º | Pos. | Nombre             | Nacimiento | Club año 2000        | P.J. | min. |
| --- | ---- | ------------------ | ---------- | -------------------- | ---- | ---- |
| 1   | ARQ  | Nelson Tapia *     | 22.09.1966 | Universidad Católica | -    | -    |
| 2   | DEF  | Cristián Álvarez   | 10.01.1980 | Universidad Católica | -    | -    |
| 3   | DEF  | Claudio Maldonado  | 03.01.1980 | São Paulo FC         | -    | -    |
| 4   | DEF  | David Henríquez    | 12.07.1977 | Colo-Colo            | -    | -    |
| 5   | DEF  | Pablo Contreras    | 11.09.1978 | AS Monaco            | -    | -    |
| 6   | DEF  | Pedro Reyes *      | 13.11.1972 | AJ Auxerre           | -    | -    |
| 7   | DEL  | Sebastián González | 14.12.1978 | Colo-Colo            | -    | -    |
| 8   | MED  | David Pizarro      | 11.09.1979 | Udinese Calcio       | -    | -    |
| 9   | DEL  | Iván Zamorano *    | 18.01.1967 | Inter de Milán       | -    | -    |
| 10  | MED  | Francisco Arrué    | 07.08.1977 | Santiago Morning     | -    | -    |
| 11  | DEL  | Reinaldo Navia     | 10.05.1978 | Santiago Wanderers   | -    | -    |
| 12  | DEL  | Héctor Tapia       | 30.09.1977 | Perugia Calcio       | -    | -    |
| 13  | MED  | Rodrigo Núñez      | 05.02.1977 | Santiago Wanderers   | -    | -    |
| 14  | DEF  | Rodrigo Tello      | 14.10.1979 | Universidad de Chile | -    | -    |
| 15  | DEF  | Manuel Ibarra      | 18.11.1977 | Santiago Morning     | -    | -    |
| 16  | DEF  | Rafael Olarra      | 26.05.1978 | Universidad de Chile | -    | -    |
| 17  | MED  | Patricio Ormazábal | 12.02.1979 | Universidad Católica | -    | -    |
| 18  | ARQ  | Javier di Gregorio | 23.01.1977 | Coquimbo Unido       | -    | -    |
| 19  | DEF  | Mauricio Rojas     | 30.03.1978 | Santiago Wanderers   | -    | -    |
| 20  | DEF  | Andrés Oroz        | 02.08.1980 | Santiago Morning     | -    | -    |
| 21  | MED  | Milovan Mirosevic  | 20.06.1980 | Universidad Católica | -    | -    |
| 22  | ARQ  | Johnny Herrera     | 09.05.1981 | Universidad de Chile | -    | -    |

|  | Fueron nominados como reservas, por lo que no recibieron medallas. |

## Trayectoria en torneos Preolímpicos

### Resumen de participaciones en elTorneo Preolímpico
| Año            | Ronda          | Posición | PJ | PG | PE | PP | GF | GC | Goleador                    |
| Perú 1960      | Clasificatoria | –        | 2  | 0  | 0  | 2  | 1  | 11 |                             |
| Perú 1964      | Primera Fase   | 5º       | 4  | 1  | 1  | 2  | 2  | 6  |                             |
| Colombia 1968  | Primera Fase   | 5º       | 3  | 1  | 1  | 1  | 1  | 1  |                             |
| Colombia 1972  | Primera Fase   | 9º       | 4  | 0  | 2  | 2  | 1  | 4  |                             |
| Brasil 1976    | Grupo Único    | 5º       | 5  | 1  | 1  | 3  | 5  | 7  |                             |
| Colombia 1980  | Grupo Único    | 6º       | 6  | 1  | 2  | 3  | 3  | 5  |                             |
| Ecuador 1984   | Fase Final     | 2º       | 5  | 2  | 1  | 2  | 7  | 6  |                             |
| Bolivia 1988   | Primera Fase   | 5º       | 4  | 2  | 1  | 1  | 6  | 4  | Salgado: 3                  |
| Paraguay 1992  | Primera Fase   | 7º       | 3  | 0  | 1  | 2  | 2  | 7  | Castillo: 2                 |
| Argentina 1996 | Primera Fase   | 5º       | 4  | 1  | 2  | 1  | 6  | 9  | Salas: 4                    |
| Brasil 2000    | Fase Final     | 2º       | 7  | 4  | 1  | 2  | 13 | 11 | H. Tapia: 7                 |
| Chile 2004     | Fase Final     | 4º       | 7  | 3  | 2  | 2  | 14 | 10 | Beausejour: 3               |
| Colombia 2020  | Primera Fase   | 5º       | 4  | 2  | 1  | 1  | 4  | 2  | Araos, Moya, Morales: 1     |
| Venezuela 2024 | Primera Fase   | 6º       | 4  | 2  | 0  | 2  | 3  | 7  | Assadi, Montes, G. Tapia: 1 |
| Total          | –              | –        | 62 | 20 | 16 | 26 | 68 | 90 | –                           |
| -------------- | -------------- | -------- | -- | -- | -- | -- | -- | -- | --------------------------- |

### Preolímpico 1960
- Chile cayo en una Ronda Preliminar ante la selección argentina en dos partidos a ida y vuelta, por el paso a la fase final a disputarse en Lima, Perú.

| E   | Fecha                   | Ciudad       | Rival     | Resultado | Goles chilenos |
| --- | ----------------------- | ------------ | --------- | --------- | -------------- |
| Pre | 16 de diciembre de 1959 | Santiago     | Argentina | 1:5       | Héctor Fuentes |
| Pre | 22 de diciembre de 1959 | Buenos Aires | Argentina | 0:6       | ---            |

Plantilla
| - Arqueros: Miguel Barra. - Defensas: Guillermo Quiroga, Jorge Sullivan, Arturo Astaburuaga, Raúl Matta, Hugo Berly, Luis Mesías. - Mediocampistas: Luis Farías, Enrique Rojas, David Hermosilla. - Delanteros: René Valdés, Enrique Sepúlveda, Julio Bustamante, Osvaldo Rojas, Héctor Fuentes, Jorge Miranda, Juan Ávila, Juan Gática. - Director Técnico: Fernando Riera. |

### Preolímpico 1964
- El torneo se disputó en Lima y a él concurrieron siete países, se disputó en un grupo único todos contra todos. La selección nacional alcanzó a disputar solo cuatro de sus seis partidos pactados debido a la tragedia en el Estadio Nacional de Lima que obligó a la suspensión anticipada del torneo.[6]

| E | Fecha              | Ciudad | Rival     | Resultado    | Goles chilenos              |
| - | ------------------ | ------ | --------- | ------------ | --------------------------- |
|   | 8 de mayo de 1964  | Lima   | Uruguay   | 0:0          | ---                         |
|   | 11 de mayo de 1964 | Lima   | Brasil    | 0:2          | ---                         |
|   | 16 de mayo de 1964 | Lima   | Argentina | 0:4          | ---                         |
|   | 18 de mayo de 1964 | Lima   | Colombia  | 2:0          | Daniel Tabilo, Julio Chávez |
|   | 26 de mayo de 1964 | Lima   | Ecuador   | No disputado | No disputado                |
|   | 28 de mayo de 1964 | Lima   | Perú      | No disputado | No disputado                |

Plantilla
| - Arqueros: Oscar Cifuentes, Hugo Llewellyn. - Defensas: Bartolomé González, Héctor Galaz, Fernando Galleguillos, Augusto Morales, Víctor Pacheco, Gregorio Silva. - Mediocampistas: Luis Fuentes, José Sánchez, Lautaro Encalada. - Delanteros: Daniel Tabilo, Oscar Cuello, Hugo Lizana, Humberto Álvarez, Juan Torres, Julio Chávez. - Director Técnico: José Cárdenas. |

### Preolímpico 1968
- El torneo se desarrolló en Colombia, se disputó en dos grupos más una fase final. La selección nacional no alcanzó la segunda fase.

| E  | Fecha               | Ciudad       | Rival     | Resultado | Goles chilenos |
| -- | ------------------- | ------------ | --------- | --------- | -------------- |
| 1F | 19 de marzo de 1968 | Barranquilla | Venezuela | 1:0       | Luis Marchant  |
| 1F | 22 de marzo de 1968 | Medellín     | Paraguay  | 0:1       | ---            |
| 1F | 27 de marzo de 1968 | Medellín     | Brasil    | 0:0       | ---            |

Plantilla
| - Arqueros: Alfredo Petinelli, Roberto Caviedes. - Defensas: Julio Rojas, José Mondaca, Alejandro Cancino, Alfonso Sáenz, Luis Lara, Juan Soutullo. - Mediocampistas: Luis Lillo, Daniel Barrios, Andrés Alarcón, Hugo Lizana. - Delanteros: Luis Díaz, Sergio Peralta, Luis Marchant, Juan Valdivia, David Henry, Sergio Garrido. - Director Técnico: Raúl Pino. |

### Preolímpico 1972
- El torneo se desarrolló nuevamente en Colombia, se disputó en dos grupos más una fase final. En una decepcionante actuación la selección nacional terminó última en su grupo y no alcanzó la segunda fase.

| E  | Fecha                   | Ciudad   | Rival     | Resultado | Goles chilenos   |
| -- | ----------------------- | -------- | --------- | --------- | ---------------- |
| 1F | 26 de noviembre de 1971 | Cali     | Bolivia   | 1:1       | Manuel Antequera |
| 1F | 30 de noviembre de 1971 | Cali     | Ecuador   | 0:0       | ---              |
| 1F | 2 de diciembre de 1971  | Cali     | Argentina | 0:2       | ---              |
| 1F | 5 de diciembre de 1971  | Medellín | Brasil    | 0:1       | ---              |

Plantilla
| - Arqueros: Carlos Beyzaga. - Defensas: Vladimir Bigorra, Mario Cerenderos, Guillermo Contreras, Julio Orellana, Patricio Bonhomme, Rosendo Espinoza. - Mediocampistas: Lorenzo Díaz, Juan Toro, Héctor Chávez. - Delanteros: Adriano Muñoz, Mario Benavente, Manuel Antequera, Jorge Socías, Juan Scharaffia. - Director Técnico: José Cárdenas. |

### Preolímpico 1976
- Torneo realizado en Recife, Brasil. La Selección nacional obtuvo el quinto puesto entre seis países participantes.

| E  | Fecha                | Ciudad | Rival     | Resultado | Goles chilenos                 |
| -- | -------------------- | ------ | --------- | --------- | ------------------------------ |
| 1F | 22 de enero de 1976  | Recife | Argentina | 1:2       | Mario Zurita                   |
| 1F | 25 de enero de 1976  | Recife | Uruguay   | 1:1       | Nelson Sanhueza                |
| 1F | 27 de enero de 1976  | Recife | Brasil    | 1:2       | Eduardo Bonvallet              |
| 1F | 30 de enero de 1976  | Recife | Colombia  | 0:1       | ---                            |
| 1F | 1 de febrero de 1976 | Recife | Perú      | 2:1       | Nelson Sanhueza, Jorge Neumann |

Plantilla
| - Arqueros: Oscar Wirth, Teodoro Gantz. - Defensas: José Núñez, Mario Chirinos, Juan Ubilla, Humberto Martínez, Nelson Sanhueza, Augusto Vergara, Carlos Durán. - Mediocampistas: Leonel Gatica, Raúl Toro, Eduardo Bonvallet, Juan Soto, Francisco Cuevas. - Delanteros: Jorge Neumann, Mario Zurita, José Orellana, Jaime Fonseca, Héctor Chávez, Leonardo Zamora. - Director Técnico: Pedro Morales. |

### Preolímpico 1980
- Torneo realizado en Colombia. La Selección nacional obtuvo el sexto puesto entre siete equipos participantes.

| E  | Fecha                 | Ciudad       | Rival     | Resultado | Goles chilenos               |
| -- | --------------------- | ------------ | --------- | --------- | ---------------------------- |
| 1F | 23 de enero de 1980   | Pereira      | Bolivia   | 2:0       | Héctor González, Miguel Lara |
| 1F | 27 de enero de 1980   | Bogotá       | Argentina | 0:1       | ---                          |
| 1F | 31 de enero de 1980   | Pereira      | Colombia  | 1:3       | Luis Gómez                   |
| 1F | 3 de febrero de 1980  | Barranquilla | Brasil    | 0:0       | ---                          |
| 1F | 6 de febrero de 1980  | Barranquilla | Perú      | 0:1       | ---                          |
| 1F | 13 de febrero de 1980 | Barranquilla | Venezuela | 0:0       | ---                          |

Plantilla
| - Arqueros: Roberto Valenzuela, Juan Giannini, José Cáceres. - Defensas: Juan Carlos Bown, Carlos Medina, Juan Rojas, Sergio Martínez, Enrique Pizarro, Guillermo Riquelme, Hernán Montenegro. - Mediocampistas: Miguel Lara, Williams Tapia, Luis Durán, Max Sepúlveda, Sergio Escudero. - Delanteros: Luis Gómez, Juan Arroyo, Héctor González, Luis Gormaz, Luis Castro. - Director Técnico: Raúl Pino. |

### Preolímpico 1984
- Torneo desarrollado en Guayaquil, Ecuador. La Selección nacional obtuvo la clasificación a los Juegos Olímpicos junto con Brasil y superando por diferencia de goles al local Ecuador y Paraguay en el grupo final.

| E  | Fecha                 | Ciudad    | Rival     | Resultado | Goles chilenos                  |
| -- | --------------------- | --------- | --------- | --------- | ------------------------------- |
| 1F | 8 de febrero de 1984  | Guayaquil | Venezuela | 1:0       | Fernando Santis                 |
| 1F | 15 de febrero de 1984 | Guayaquil | Paraguay  | 0:0       | ---                             |
| 2F | 17 de febrero de 1984 | Guayaquil | Ecuador   | 2:0       | Juan Covarrubias, Julio Osorio  |
| 2F | 19 de febrero de 1984 | Guayaquil | Paraguay  | 2:3       | Fernando Santis, Sergio Salgado |
| 2F | 21 de febrero de 1984 | Guayaquil | Brasil    | 2:3       | Iván Valdés, Alfredo Núñez      |

Plantilla
| - Arqueros: Roberto Rojas, Mario Rodríguez, Daniel Díaz. - Defensas: Daniel Ahumada, Raúl Díaz, Emiliano Astorga, Alejandro Droguett, Jaime Escobar, Manuel Araya. - Mediocampistas: Francisco Ugarte, Miguel Alegre, Franklin Lobos, Iván Valdés. - Delanteros: Sergio Salgado, Fernando Santis, Juan Covarrubias, Julio Osorio, Alfredo Núñez. - Director Técnico: Isaac Carrasco. |

### Preolímpico 1988
- Torneo desarrollado en Bolivia. La Selección nacional obtuvo el tercer lugar en el Grupo B tras Argentina y Bolivia, no logrando avanzar a la ronda final del torneo.

| E  | Fecha               | Ciudad     | Rival     | Resultado | Goles chilenos                            |
| -- | ------------------- | ---------- | --------- | --------- | ----------------------------------------- |
| 1F | 19 de abril de 1988 | Cochabamba | Argentina | 1:1       | Jaime Pizarro                             |
| 1F | 21 de abril de 1988 | Cochabamba | Bolivia   | 0:1       | ---                                       |
| 1F | 23 de abril de 1988 | Cochabamba | Ecuador   | 2:1       | Sergio Salgado (2)                        |
| 1F | 25 de abril de 1988 | Cochabamba | Venezuela | 3:1       | Sergio Salgado, Luis Rodríguez, Ivo Basay |

Plantilla
| - Arqueros: Marco Cornez, Eduardo Fournier, Patricio Toledo. - Defensas: Patricio Reyes, Ricardo Toro, Marco Opazo, Juan Carlos Hernández, Alex Martínez, Fernando Astengo, Carlos Soto Sandoval. - Mediocampistas: Luis Rodríguez, Jaime Pizarro, Luis Pérez, Jaime Vera, Orlando Mondaca, Juvenal Olmos. - Delanteros: Sergio Salgado, Julio Osorio, Eduardo Cofré, Ivo Basay. - Director Técnico: Orlando Aravena. |

### Preolímpico 1992
- Torneo desarrollado en Paraguay. La Selección nacional obtuvo el cuarto lugar en el Grupo B, no logrando avanzar a la ronda final del torneo. El último partido a disputar con Bolivia se canceló por mal tiempo y no influir en el desarrollo y clasificación final del grupo.

| E  | Fecha                 | Ciudad   | Rival     | Resultado    | Goles chilenos |
| -- | --------------------- | -------- | --------- | ------------ | -------------- |
| 1F | 4 de febrero de 1992  | Asunción | Uruguay   | 0:1          | ---            |
| 1F | 6 de febrero de 1992  | Asunción | Argentina | 1:1          | Juan Castillo  |
| 1F | 8 de febrero de 1992  | Asunción | Ecuador   | 1:5          | Juan Castillo  |
| 1F | 10 de febrero de 1992 | Asunción | Bolivia   | No disputado | No disputado   |

Plantilla
| - Arqueros: Pablo Peñailillo, Carlos Chandia. - Defensas: Christian Riadi, Adolfo Ovalle, Miguel Ponce, Reinaldo Hoffman, Héctor Toledo, Richard Valenzuela. - Mediocampistas: Nelson Parraguez, Luis Musrri, Ian Mac Niven, Gabriel Galindo, Esteban Valencia, Leonardo Soto, Luis Medina. - Delanteros: Juan Castillo, Rodrigo Barrera, José Luis Sánchez, Pascual de Gregorio, Nelson Sandoval. - Director Técnico: Arturo Salah. |

### Preolímpico 1996[7]
- Torneo desarrollado en Mar del Plata, Argentina. La Selección nacional obtuvo el tercer lugar en el Grupo B, no logrando avanzar a la ronda final del torneo.

| E  | Fecha                 | Ciudad        | Rival     | Resultado | Goles chilenos                             |
| -- | --------------------- | ------------- | --------- | --------- | ------------------------------------------ |
| 1F | 20 de febrero de 1996 | Mar del Plata | Argentina | 1:2       | Clarence Acuña                             |
| 1F | 22 de febrero de 1996 | Mar del Plata | Ecuador   | 4:0       | Marcelo Salas (3), Pablo Galdames          |
| 1F | 24 de febrero de 1996 | Mar del Plata | Colombia  | 3:3       | Ricardo Rojas, Marcelo Salas, Moisés Ávila |
| 1F | 26 de febrero de 1996 | Mar del Plata | Venezuela | 0:0       | ---                                        |

Plantilla
| - Arqueros: Alex Varas, Ariel Salas. - Defensas: Clarence Acuña, Jaime Lopresti, Claudio Lizama, Ricardo Rojas, César Bravo, Rodrigo Pérez, Hugo Balladares. - Mediocampistas: Pablo Galdames, Mario Salinas, Santiago Pizarro, Iván Cañete, Marcelo Peña, Juan Silva, Alejandro Osorio. - Delanteros: Sebastián Rozental, Marcelo Salas, Claudio Núñez, Moisés Ávila. - Director Técnico: Ignacio Prieto. |

### Preolímpico 2000
- En el torneo disputado en Brasil, La selección nacional luego de una primera fase apenas regular y en la cual clasificó milagrosamente gracias a una goleada de Brasil sobre Colombia, logró la clasificación a los Juegos Olímpicos venciendo en la agonía a la favorita Selección Argentina con gol de Reinaldo Navia.[8]

| E  | Fecha                | Ciudad   | Rival     | Resultado | Goles chilenos                  |
| -- | -------------------- | -------- | --------- | --------- | ------------------------------- |
| 1F | 19 de enero de 2000  | Londrina | Brasil    | 1:1       | Pizarro                         |
| 1F | 21 de enero de 2000  | Londrina | Ecuador   | 2:0       | Tapia (2)                       |
| 1F | 23 de enero de 2000  | Londrina | Venezuela | 3:0       | Tapia (2), Neira                |
| 1F | 26 de enero de 2000  | Londrina | Colombia  | 1:5       | Gutiérrez                       |
| 2F | 2 de febrero de 2000 | Londrina | Uruguay   | 4:1       | Gutiérrez, Tapia, Ríos, Pizarro |
| 2F | 4 de febrero de 2000 | Londrina | Brasil    | 1:3       | Tapia                           |
| 2F | 6 de febrero de 2000 | Londrina | Argentina | 1:0       | Navia                           |

Plantilla
| - Arqueros: Javier di Gregorio, Felipe Núñez. - Defensas: Pablo Contreras, Claudio Maldonado, Rafael Olarra, Cristián Álvarez, David Henríquez, Cristián Reynero. - Mediocampistas: Patricio Ormazábal, Rodrigo Meléndez, Rodrigo Tello, David Pizarro, Rodrigo Núñez, Yerko Darlic, Cesar Santis, Rodrigo Ríos. - Delanteros: Héctor Tapia, Manuel Neira, Reinaldo Navia, Julio Gutiérrez. - Director Técnico: Héctor Pinto. |

### Preolímpico 2004
- En el torneo disputado en Chile, La selección nacional luego de una excelente primera fase en la que ganó su grupo, no pudo ratificar ese rendimiento en el grupo final no alcanzando la clasificación a los Juegos Olímpicos.

| E  | Fecha               | Ciudad       | Rival     | Resultado | Goles chilenos                 |
| -- | ------------------- | ------------ | --------- | --------- | ------------------------------ |
| 1F | 7 de enero de 2004  | Concepción   | Uruguay   | 3:0       | González, Soto, Villanueva.    |
| 1F | 9 de enero de 2004  | Concepción   | Venezuela | 3:0       | Valdivia, Figueroa, Villanueva |
| 1F | 13 de enero de 2004 | Concepción   | Paraguay  | 3:2       | Soto, Beausejour, Leal         |
| 1F | 15 de enero de 2004 | Concepción   | Brasil    | 1:1       | Beausejour                     |
| 2F | 21 de enero de 2004 | Valparaíso   | Paraguay  | 1:2       | Millar                         |
| 2F | 23 de enero de 2004 | Viña del Mar | Brasil    | 1:3       | González                       |
| 2F | 25 de enero de 2004 | Viña del Mar | Argentina | 2:2       | Bascuñán, Beausejour           |

Plantilla
| - Arqueros: Claudio Bravo, Johnny Herrera. - Defensas: José Contreras, Miguel Aceval, Luis Oyarzún, Ismael Fuentes, Miguel Riffo, Jorge Carrasco. - Mediocampistas: Gonzalo Fierro, Luis Pedro Figueroa, Braulio Leal, Jorge Valdivia, Mark González, Rodrigo Millar, Rubén Bascuñán. - Delanteros: Jean Beausejour, Mario Cáceres, Joel Soto, José Luis Villanueva, Humberto Suazo. - Director Técnico: Juvenal Olmos. |

### Preolímpico 2020
- En el torneo disputado en Colombia, La selección nacional quedó tercera en el Grupo A con 7 puntos,  no logrando avanzar a la ronda final del torneo por una diferencia de goles.

| E  | Fecha               | Ciudad  | Rival     | Resultado | Goles chilenos               |
| -- | ------------------- | ------- | --------- | --------- | ---------------------------- |
| 1F | 18 de enero de 2020 | Pereira | Ecuador   | 3:0       | Porozo (a.g.), Moya, Morales |
| 1F | 21 de enero de 2020 | Armenia | Venezuela | 1:0       | Araos                        |
| 1F | 24 de enero de 2020 | Pereira | Argentina | 0:2       | ---                          |
| 1F | 30 de enero de 2020 | Pereira | Colombia  | 0:0       | ---                          |

Plantilla
| - Arqueros: Omar Carabalí, Julio Fierro, Luis Ureta. - Defensas: Álex Ibacache, Nicolás Fernández, Benjamín Gazzolo, Sebastián Cabrera, Nicolás Ramírez, Nicolas Díaz, Raimundo Rebolledo - Mediocampistas: Gabriel Suazo, Thomas Galdames, Camilo Moya, Adrián Cuadra, Tomás Alarcón, Pablo Aránguiz, Angelo Araos. - Delanteros: Iván Morales, Nicolás Guerra, Franco Lobos, Diego Valencia, Matías Cavalleri, Ignacio Jara. - Director Técnico: Bernardo Redin. |

### Preolímpico 2024
- En el torneo disputado en Venezuela, La selección nacional quedó tercera en el Grupo B con 6 puntos, no logrando avanzar a la ronda final del torneo.

| E  | Fecha                | Ciudad   | Rival     | Resultado | Goles chilenos |
| -- | -------------------- | -------- | --------- | --------- | -------------- |
| 1F | 21 de enero de 2024  | Valencia | Perú      | 0:1       | ---            |
| 1F | 27 de enero de 2024  | Valencia | Uruguay   | 1:0       | Montes         |
| 1F | 30 de enero de 2024  | Valencia | Argentina | 0:5       | ---            |
| 1F | 2 de febrero de 2024 | Valencia | Paraguay  | 2:1       | Tapia, Assadi  |

Plantilla
| - Arqueros: Vicente Reyes, Diego Carreño, Ignacio Sáez. - Defensas: Jonathan Villagra, Joaquín Gutiérrez, Daniel Gutiérrez, Valentín Vidal, Jeyson Rojas, Matías Vásquez, Esteban Matus. - Mediocampistas: Vicente Pizarro, Renato Cordero, Jeison Fuentealba, Lucas Assadi, César Pérez. - Delanteros: Alexander Aravena, Clemente Montes, Damián Pizarro, Gonzalo Tapia, Julián Alfaro, Lucas Cepeda, Luciano Arriagada, Leandro Hernández. - Director Técnico: Nicolás Córdova. |

## Última convocatoria
Nómina para el Torneo Preolímpico Sudamericano Sub-23 de 2024, que se disputarán entre el 21 de enero y el 4 de febrero de 2024.
| N.º | Nombre            | Posición      | Edad    | Club                 |
| --- | ----------------- | ------------- | ------- | -------------------- |
| 1   | Vicente Reyes     | Portero       | 21 años | Norwich City         |
| 12  | Diego Carreño     | Portero       | 23 años | O'Higgins            |
| 3   | Jonathan Villagra | Defensa       | 24 años | Unión Española       |
| 2   | Joaquín Gutiérrez | Defensa       | 23 años | Huachipato           |
| 13  | Daniel Gutiérrez  | Defensa       | 22 años | Colo-Colo            |
| 5   | Valentín Vidal    | Defensa       | 21 años | Unión Española       |
| 22  | Jeyson Rojas      | Defensa       | 23 años | Colo-Colo            |
| 6   | Vicente Pizarro   | Mediocampista | 22 años | Colo-Colo            |
| 15  | Renato Cordero    | Mediocampista | 22 años | Universidad de Chile |
| 8   | Jeison Fuentealba | Mediocampista | 22 años | Universidad de Chile |
| 10  | Lucas Assadi      | Mediocampista | 21 años | Universidad de Chile |
| 17  | César Pérez       | Mediocampista | 22 años | Unión La Calera      |
| 9   | Alexander Aravena | Delantero     | 22 años | Universidad Católica |
| 11  | Clemente Montes   | Delantero     | 24 años | Universidad Católica |
| 14  | Julián Alfaro     | Delantero     | 23 años | Magallanes           |
| 16  | Gonzalo Tapia     | Delantero     | 23 años | Universidad Católica |
| 18  | Damián Pizarro    | Delantero     | 20 años | Colo-Colo            |

## Palmarés
Torneos amistosos
- Campeón Copa TVN (1): 1996[9]
- Subcampeón Torneo Esperanzas de Toulon (1): 2008

## Entrenadores
Lista incompleta.
- Fernando Riera (1960)
- José Cárdenas (1964)
- José Santos Arias (1968)
- José Cárdenas (1972)
- Pedro Morales (1976)
- Raúl Pino (1980)
- Isaac Carrasco (1984)
- Orlando Aravena (1988)
- Arturo Salah (1992)
- Ignacio Prieto (1996)
- Héctor Pinto (1999-2000)
- Nelson Acosta (2000)
- Juvenal Olmos (2003-2004)
- Nelson Acosta (2006)
- Eduardo Berizzo (2008)
- Marcelo Bielsa (2008)
- Bernardo Redin (2019-2020)
- Eduardo Berizzo (2022-2023)
- Nicolas Cordova (2023-)